# William Burn

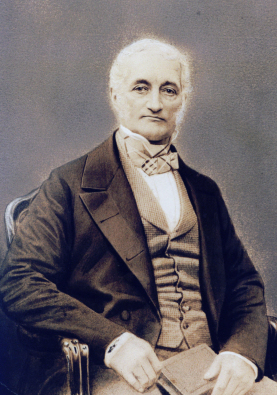
Imagem de William Burn.

William Burn (20 de dezembro de 1789 — 15 de fevereiro de 1870) foi um conhecido arquitecto escocês, pioneiro do estilo que ficou conhecido como "Scottish Baronial" (baronial Escocês).
Foi autor do desenho de vários palácios na Escócia, Inglaterra e Irlanda, de que se destacam: 
- Bowhill House
- Harlaxton Manor
- Blairquhan Castle
- Montagu House (Whitehall)
- Balintore Castle
- Lauriston Castle
- Muckross House
- Adderstone Hall